# Leptothorax senectutis
Leptothorax senectutis är en myrart som beskrevs av Baroni Urbani 1978. Leptothorax senectutis ingår i släktet smalmyror, och familjen myror. Inga underarter finns listade i Catalogue of Life.